# Januar 1994
Portal Geschichte | Portal Biografien | Aktuelle Ereignisse | Jahreskalender | Tagesartikel

◄ |
19. Jahrhundert |
20. Jahrhundert
| 21. Jahrhundert

◄ |
1960er |
1970er |
1980er |
1990er
| 2000er | 2010er | 2020er | ►

◄ |
1990 |
1991 |
1992 |
1993 |
1994
| 1995 | 1996 | 1997 | 1998 | ►

◄ |
Oktober 1993 |
November 1993 |
Dezember 1993 |
Januar 1994 |
Februar 1994 |
März 1994 |
April 1994 |
►
Dieser Artikel behandelt aktuelle Nachrichten und Ereignisse im Januar 1994.

## Tagesgeschehen

### Samstag, 1. Januar 1994

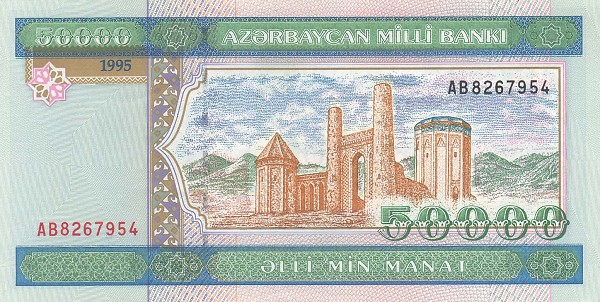
50.000 Aserbaidschan-Manat

Geografische Ausdehnung der NAFTA

- Athen/Griechenland: Griechenland übernimmt von Belgien den Vorsitz im Rat der Europäischen Union. Das Amt des Regierungschefs der EG erhält, wie 1983 und 1988, Andreas Papandreou.[1]
- Baku/Aserbaidschan: Die Koexistenz der Währungen Manat und Rubel ist vorüber. Der Manat verbleibt als einziges gesetzliches Zahlungsmittel.
- Bern/Schweiz: Der SP-Politiker Otto Stich, Bundespräsident von 1988, übernimmt zum zweiten Mal das Amt des Bundespräsidenten.[2]
- Bonn, Berlin/Deutschland: Aus der Deutschen Bundesbahn und der Reichsbahn, den staatlichen Eisenbahnen der BRD und ehemals der DDR, wird die Aktiengesellschaft Deutsche Bahn. 100 % der Aktien sind im Besitz des Bunds. Die sozialen Aufgaben der Eisenbahnen werden zum Großteil an das Bundeseisenbahnvermögen übertragen.[3]
- Chiapas/Mexiko: Die indigene Guerilla-Organisation Zapatistische Armee der Nationalen Befreiung erklärt anlässlich des Inkrafttretens des Nordamerikanischen Freihandelsabkommens (NAFTA) der mexikanischen Regierung unter Carlos Salinas de Gortari den Krieg und besetzt mehrere Landkreiszentren.[4]
- Frankfurt am Main/Deutschland: Die Chefs der Zentralbanken der Staaten, die an der Europäischen Wirtschafts- und Währungsunion teilnehmen, koordinieren ihre Arbeit ab heute im Europäischen Währungsinstitut. Als Tagungsort des Instituts ist Frankfurt am Main vorgesehen.[5]
- Kanada, Mexiko, Vereinigte Staaten: Der Wirtschaftsverband North American Free Trade Agreement (NAFTA) schafft eine Freihandelszone bestehend aus Kanada, Mexiko und den Vereinigten Staaten. Innerhalb von 15 Jahren sollen laut Vertrag die meisten Zölle zwischen den Unterzeichnerstaaten abgeschafft werden.[6]
- New York/Vereinigte Staaten: Argentinien, Nigeria, der Oman, Ruanda und die Tschechische Republik werden neue nichtständige Mitglieder im Sicherheitsrat der Vereinten Nationen.[7]

### Donnerstag, 6. Januar 1994
- Bischofshofen/Österreich: Der Norweger Espen Bredesen gewinnt vor dem Deutschen Jens Weißflog die 42. Vierschanzentournee.[8]

### Montag, 10. Januar 1994
- New York/Vereinigte Staaten: Nach zwei Jahrzehnten steigender Kriminalität, mit 503 Morden im Stadtteil Manhattan allein im Jahr 1990, ändert der seit dem 1. Januar amtierende republikanische Bürgermeister Rudy Giuliani die Führung der New Yorker Polizei. Der neue Chef William Bratton soll eine Nulltoleranzstrategie umsetzen. Sie beinhaltet, dass auch minimale Vergehen geahndet werden, z. B. das zu laute Aufdrehen von Radios.[9][10]

### Dienstag, 11. Januar 1994
- Berlin/Deutschland: Bundespräsident Richard von Weizsäcker hält seinen Neujahrsempfang erstmals im Schloss Bellevue im Bezirk Tiergarten ab und nicht an seinem ersten Amtssitz an der Adenauerallee in Bonn.[11]

### Donnerstag, 13. Januar 1994

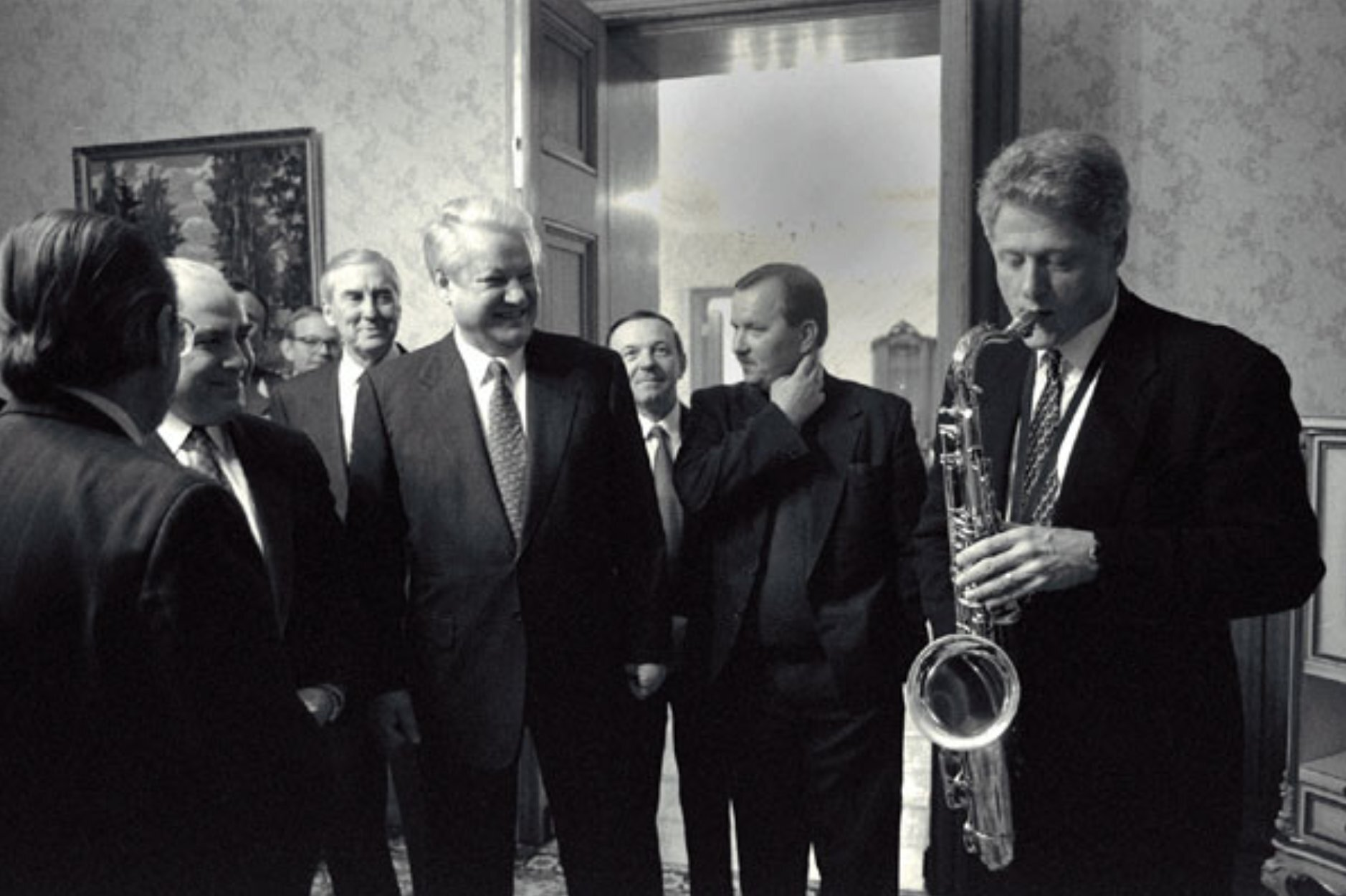
Jelzin-Clinton-Gipfeltreffen

- Moskau/Russland: Die freundschaftlichen Beziehungen zwischen den Regierungen der Russischen Föderation einerseits und der Vereinigten Staaten andererseits finden in der „Datsche Nowoya Ogarowa“ plakativ Ausdruck, als Hausherr Boris Jelzin dem US-Präsidenten Bill Clinton ein Saxophon schenkt und Clinton dem Gastgeber auf diesem etwas vorspielt. Clinton musiziert gelegentlich bei Einladungen, um entspannte Beziehungen zu signalisieren.[12]

### Samstag, 15. Januar 1994
- Linz/Österreich: Nach Wolfgang Lipperts Vertragsende als Moderator der ZDF-Unterhaltungsshow Wetten, dass..? tritt Thomas Gottschalk dessen Nachfolge an. Er präsentierte die Sendung, die noch immer die höchsten Einschaltquoten im deutschen Fernsehen erzielt, bereits zwischen 1987 und 1992.[13]

### Montag, 17. Januar 1994

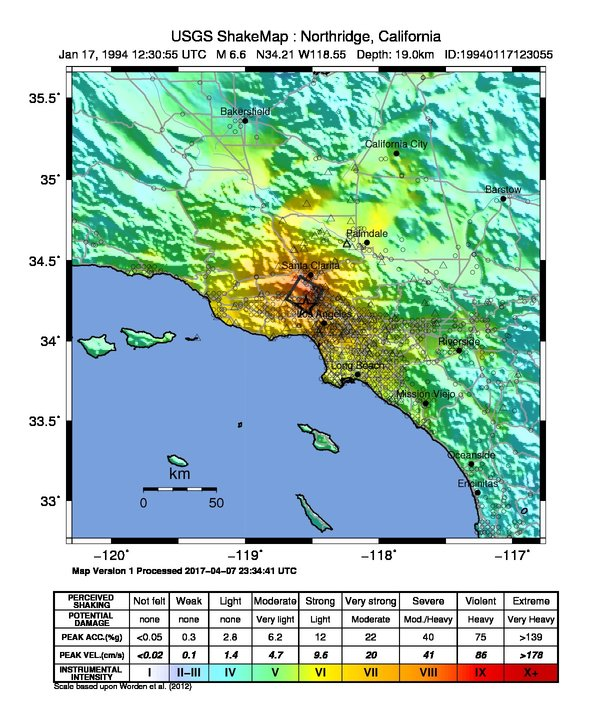
Schematische Darstellung des Erdbebens in Los Angeles

- Los Angeles/Vereinigte Staaten: Durch ein Erdbeben der Stärke 6,7 Mw, welches die nördlichen Stadtteile Northridge und Reseda am stärksten trifft, sterben 61 Menschen, etwa 9.000 weitere Personen werden verletzt.[14]

### Freitag, 21. Januar 1994
- Farnborough/Vereinigtes Königreich: Der Kfz-Hersteller BMW bietet British Aerospace, dem Mehrheitseigner der Rover Group, 800 Millionen Pfund für deren Anteile am Automobilhersteller aus Solihull. Bei einer Annahme des Angebots käme das Unternehmen aus München in den Besitz von 80 % der Rover-Group-Aktien sowie der Marken Austin, MG, Mini und Rover.[15]

### Samstag, 22. Januar 1994
- Beverly Hills/Vereinigte Staaten: Bei der 51. Verleihung der Golden Globe Awards wird die Regie des Amerikaners Steven Spielberg für den Film Schindlers Liste als beste Regiearbeit des vergangenen Jahres ausgezeichnet. Außerdem erhält Schindlers Liste den Preis als Bester Kinofilm (Drama) und für das Beste Drehbuch.[16]

### Mittwoch, 26. Januar 1994
- Arcore/Italien: Der Medienunternehmer Silvio Berlusconi verkündet in einem Video die Gründung einer Partei namens Forza Italia. Mit ihr will er bei den nächsten Parlamentswahlen antreten. Kritiker weisen darauf hin, dass Berlusconis Hinwendung zur Politik der Versuch sei, juristische Konsequenzen für persönliche Verfehlungen und für die Arbeitsweise seines Unternehmens Fininvest zu vereiteln.[17]

### Samstag, 29. Januar 1994
- Garmisch-Partenkirchen/Deutschland: Das Kandahar-Rennen im Abfahrtslauf wird von einem Todesfall überschattet. Die österreichische Athletin Ulrike Maier verunglückt bei einer Geschwindigkeit von 104 km/h.[18]

### Sonntag, 30. Januar 1994
- Atlanta/Vereinigte Staaten: Der Super Bowl XXVIII im American Football zwischen den Dallas Cowboys und den Buffalo Bills endet 30:13.[19]